# ألين توماس
ألين توماس (بالإنجليزية: Allen Thomas)‏ هو دبلوماسي أمريكي، ولد في 14 ديسمبر 1830 في مقاطعة هاوارد في الولايات المتحدة، وتوفي في 3 ديسمبر 1907 في ويفلاند في الولايات المتحدة.